# Štava
Štava (cyr. Штава) – wieś w Serbii, w okręgu toplickim, w gminie Kuršumlija. W 2011 roku liczyła 92 mieszkańców.